# Strehlen (Drezno)
Strehlen – osiedle Drezna, położone w południowej części miasta.
Miejscowość powstała w XI w. jako osada słowiańska. Najstarsza wzmianka o miejscowości Strowelin pochodzi z 1288. W XIX w. nastąpił gwałtowny rozwój wsi jako poddrezdeńskiej osady. W 1834 zamieszkiwało tu 307 osób, a w 1871 – 1162 osoby. W 1892 została włączona w granice Drezna. W latach 1903–1905 wzniesiono z piaskowca ewangelicki Kościół Chrystusa, a na początku XX wieku zabudowę osiedla zdominowały wille i kamienice.
Centralny plac osiedla nosi nazwę placu Wazów (Wasaplatz), podobnie jak położona przy placu zabytkowa Villa Wasa z 1903 roku. Jedna ze szkół na osiedlu nosi imię Janusza Korczaka (Janusz-Korczak-Schule). Przy ulicy Franza Liszta (Franz-Liszt-Straße) stoi rzeźba autorstwa polskiej artystki Małgorzaty Chodakowskiej.
Mieści się tu przystanek kolejowy Dresden-Strehlen. 
Strehlen graniczy z osiedlami Zschertnitz, Mockritz, Leubnitz-Neuostra, Reick, Gruna, Seevorstadt i Südvorstadt.

## Galeria zdjęć

Wybrane zabytkowe wille osiedla
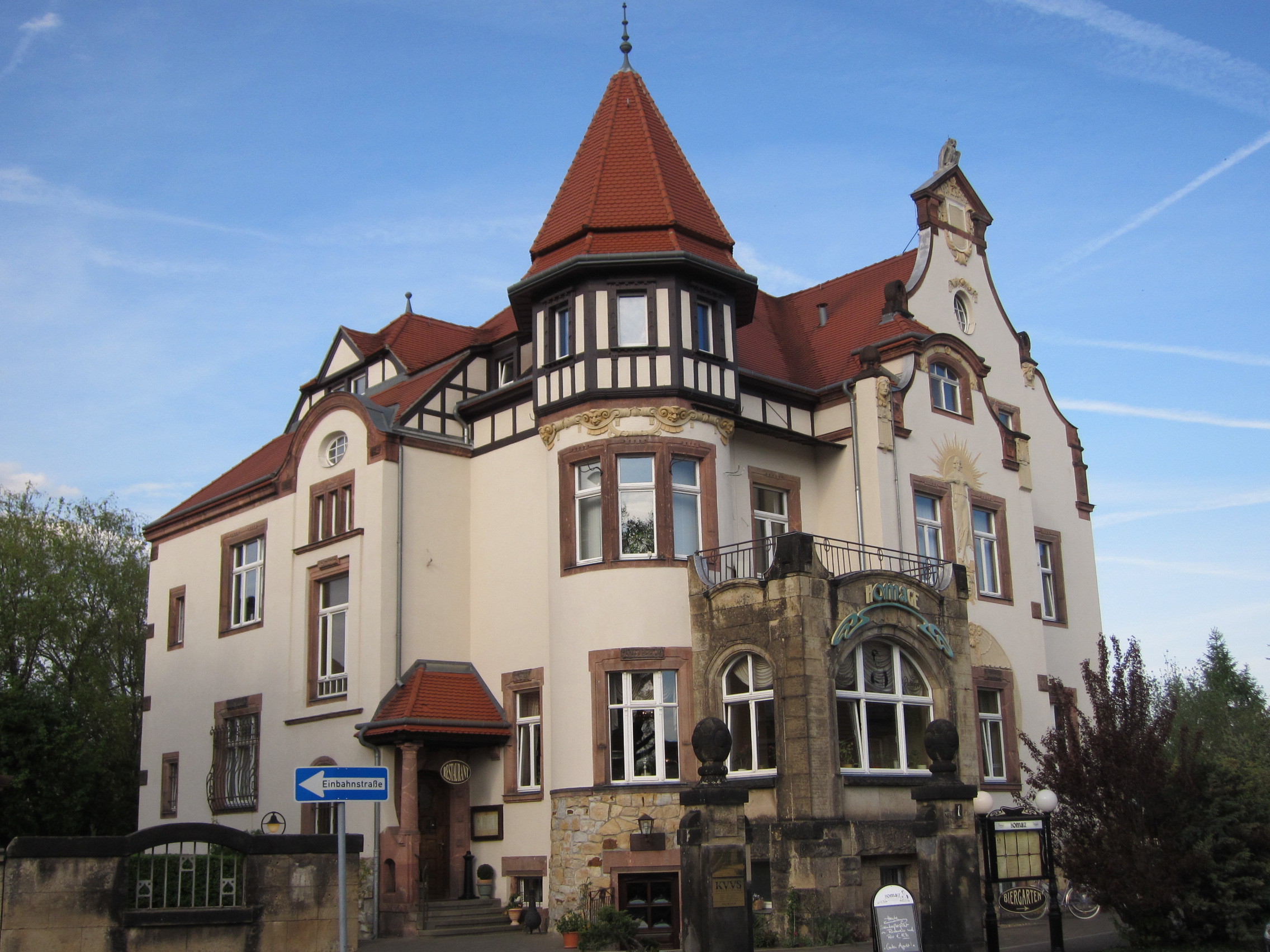
Villa Wasa
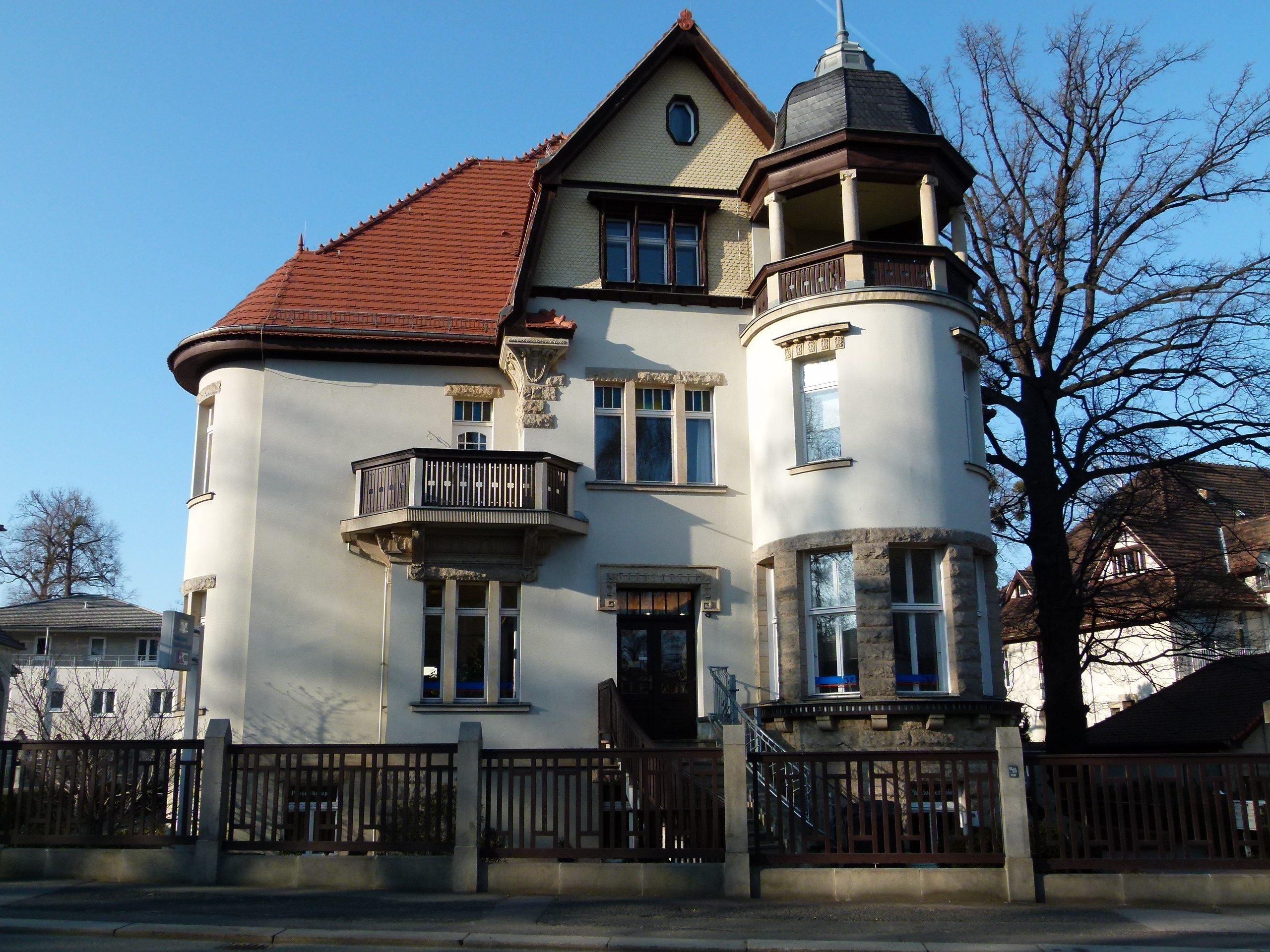
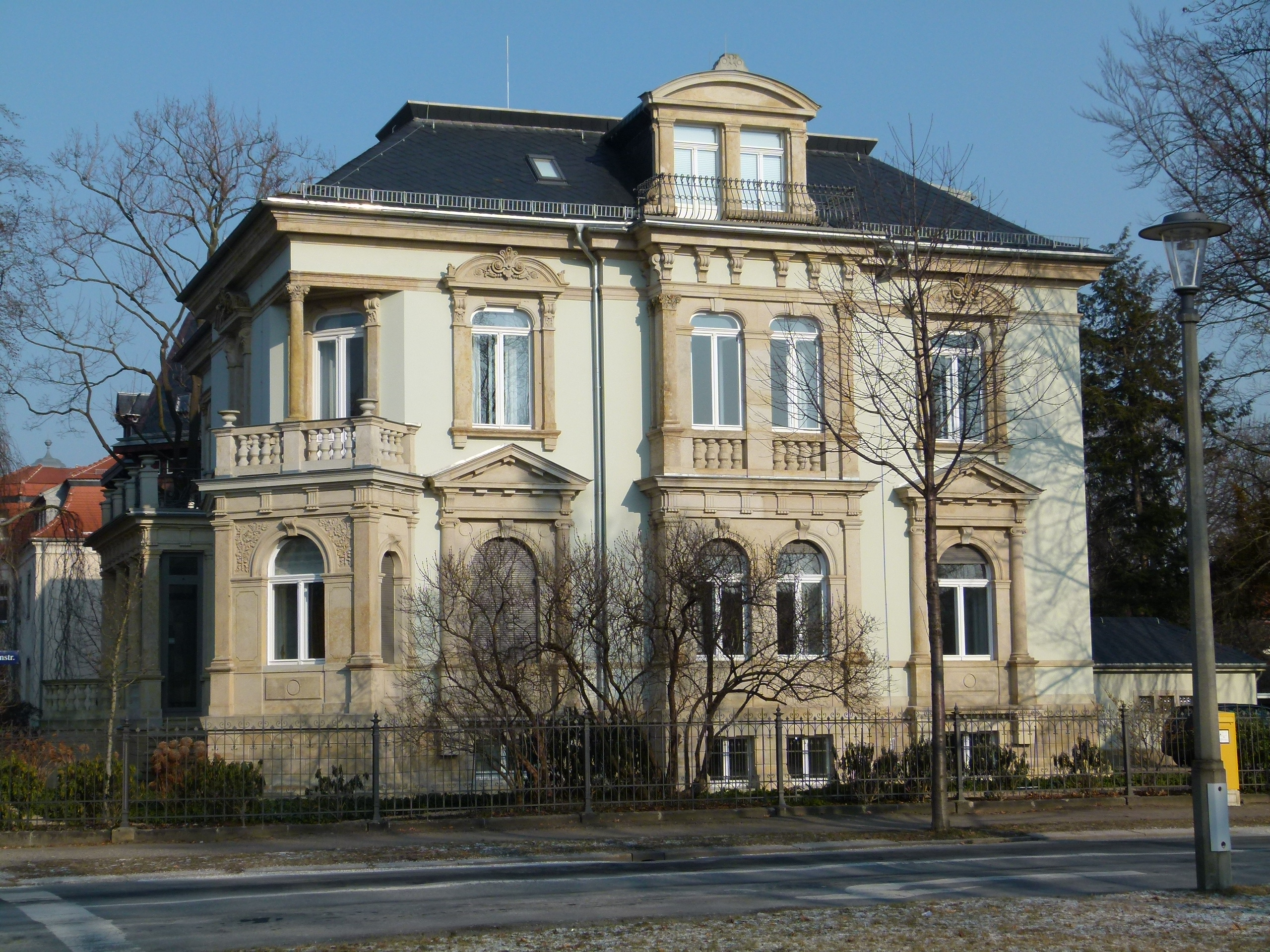
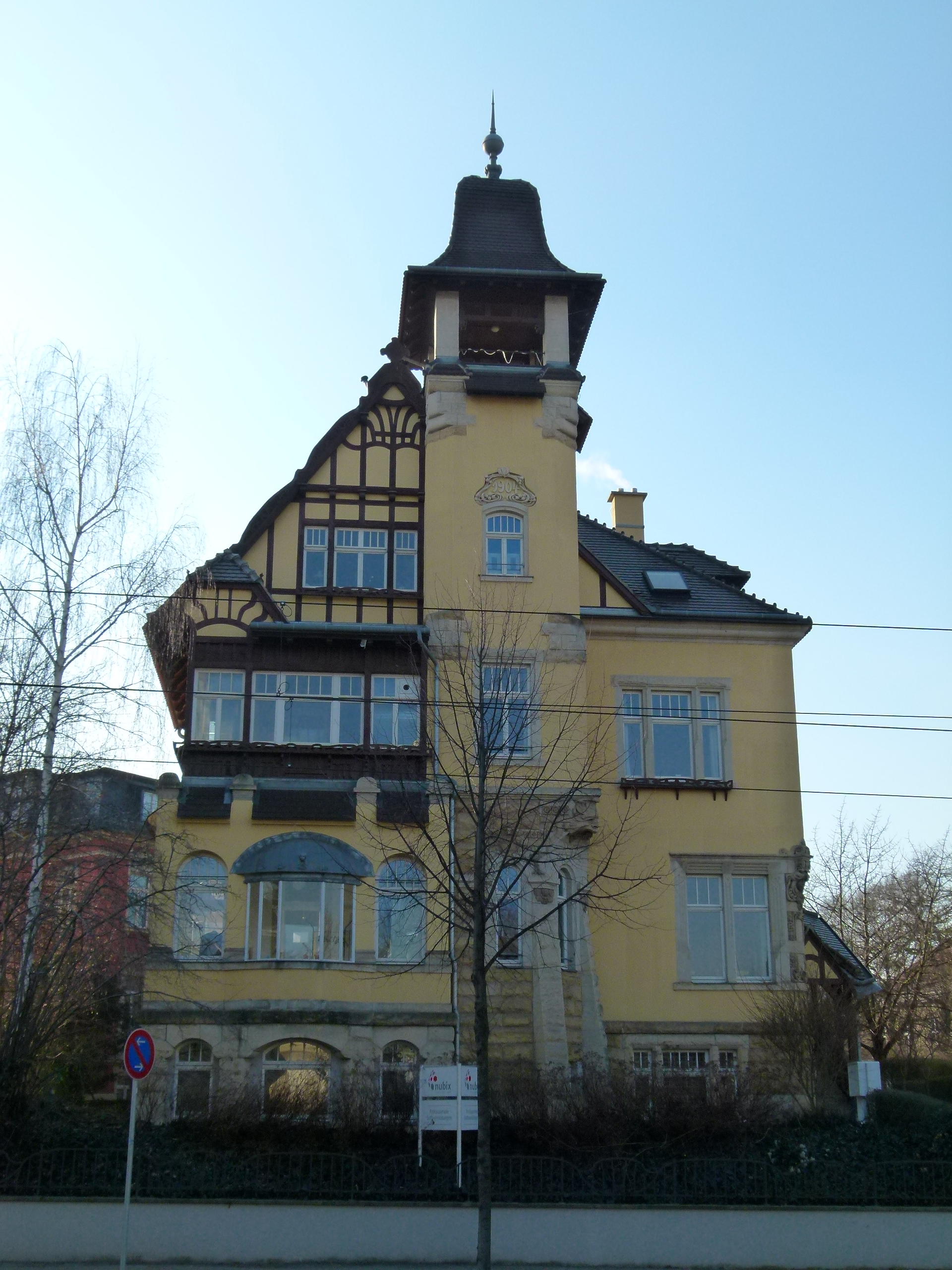

Wybrane zabytkowe kamienice osiedla
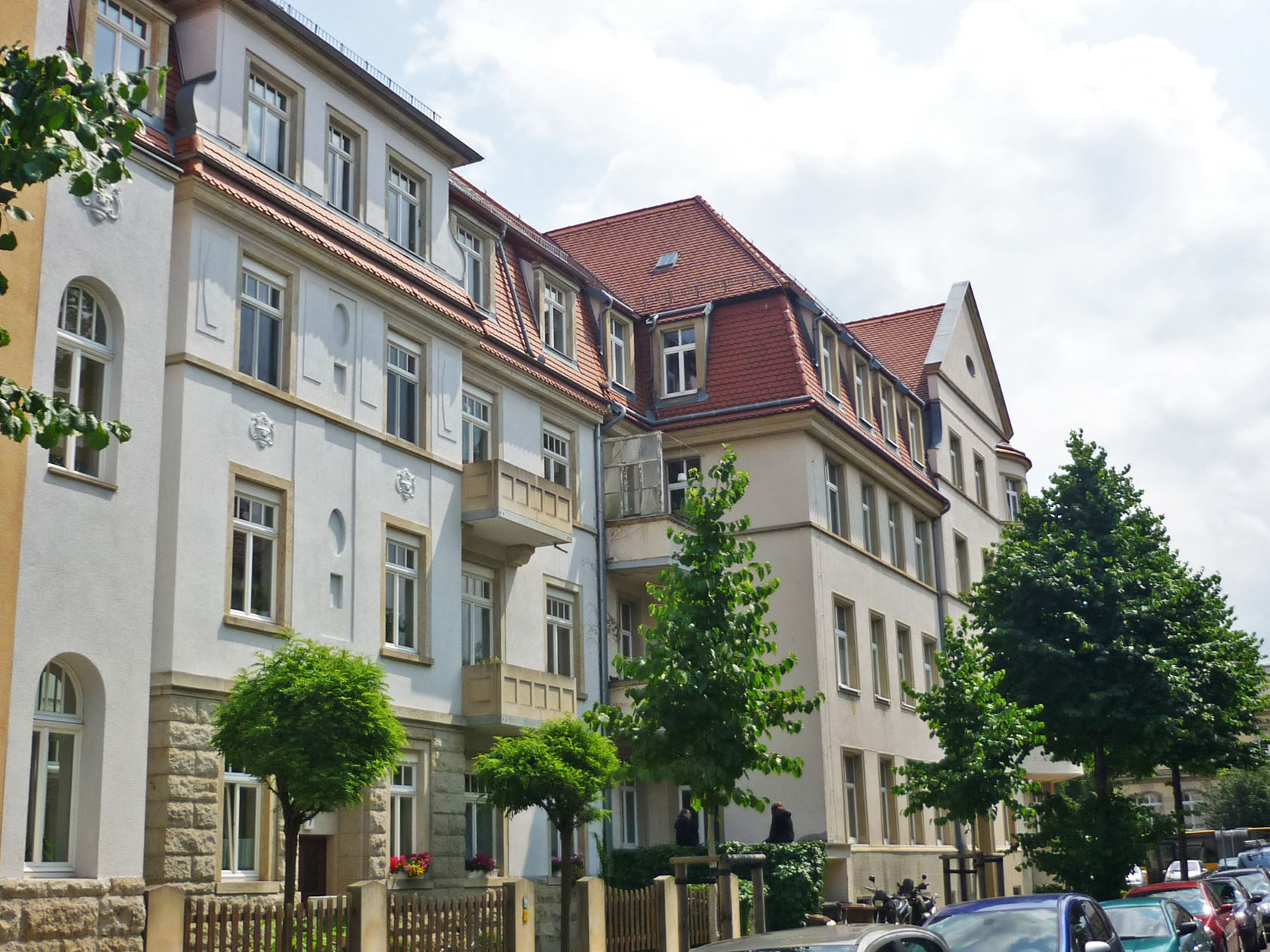
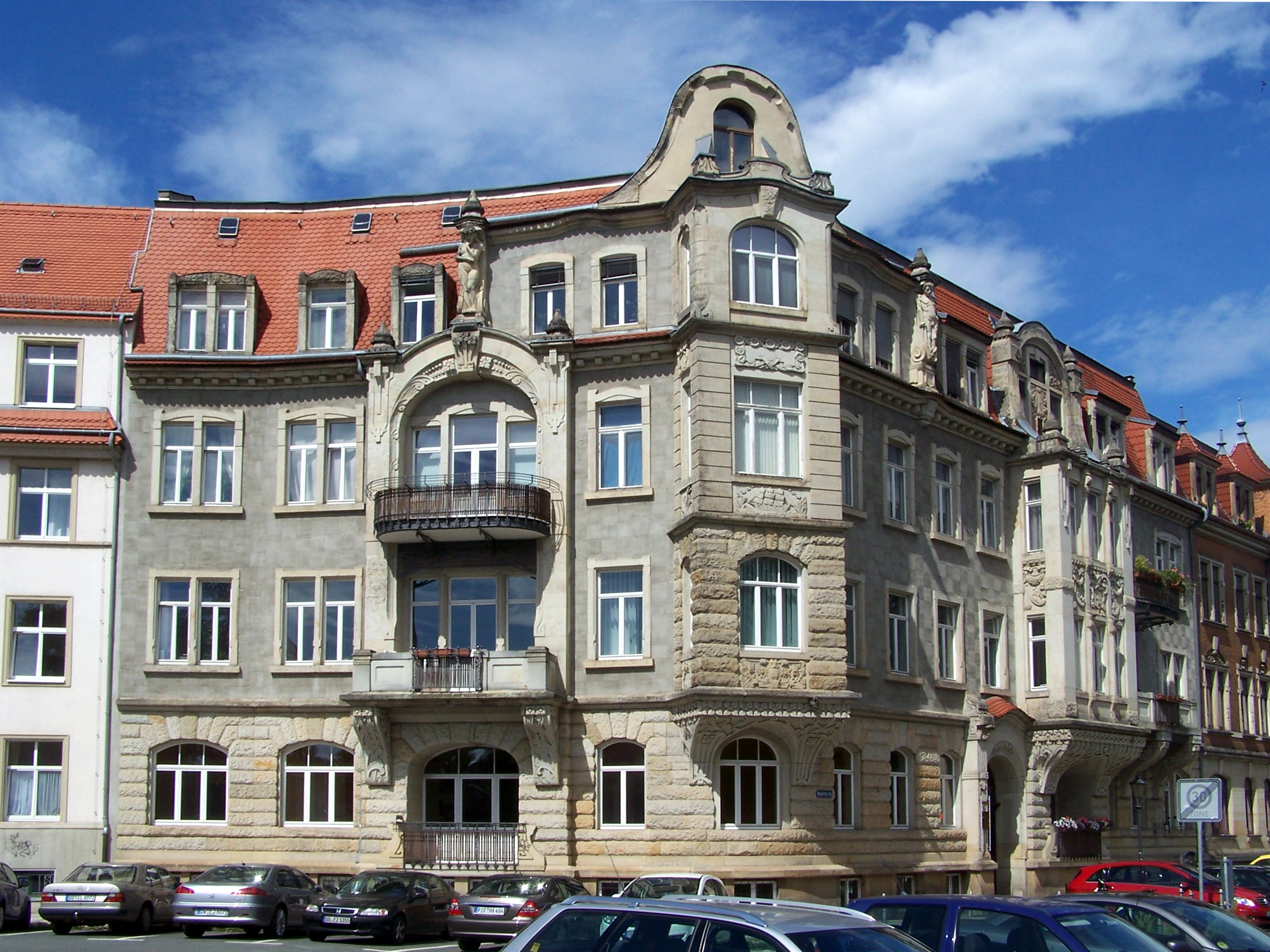
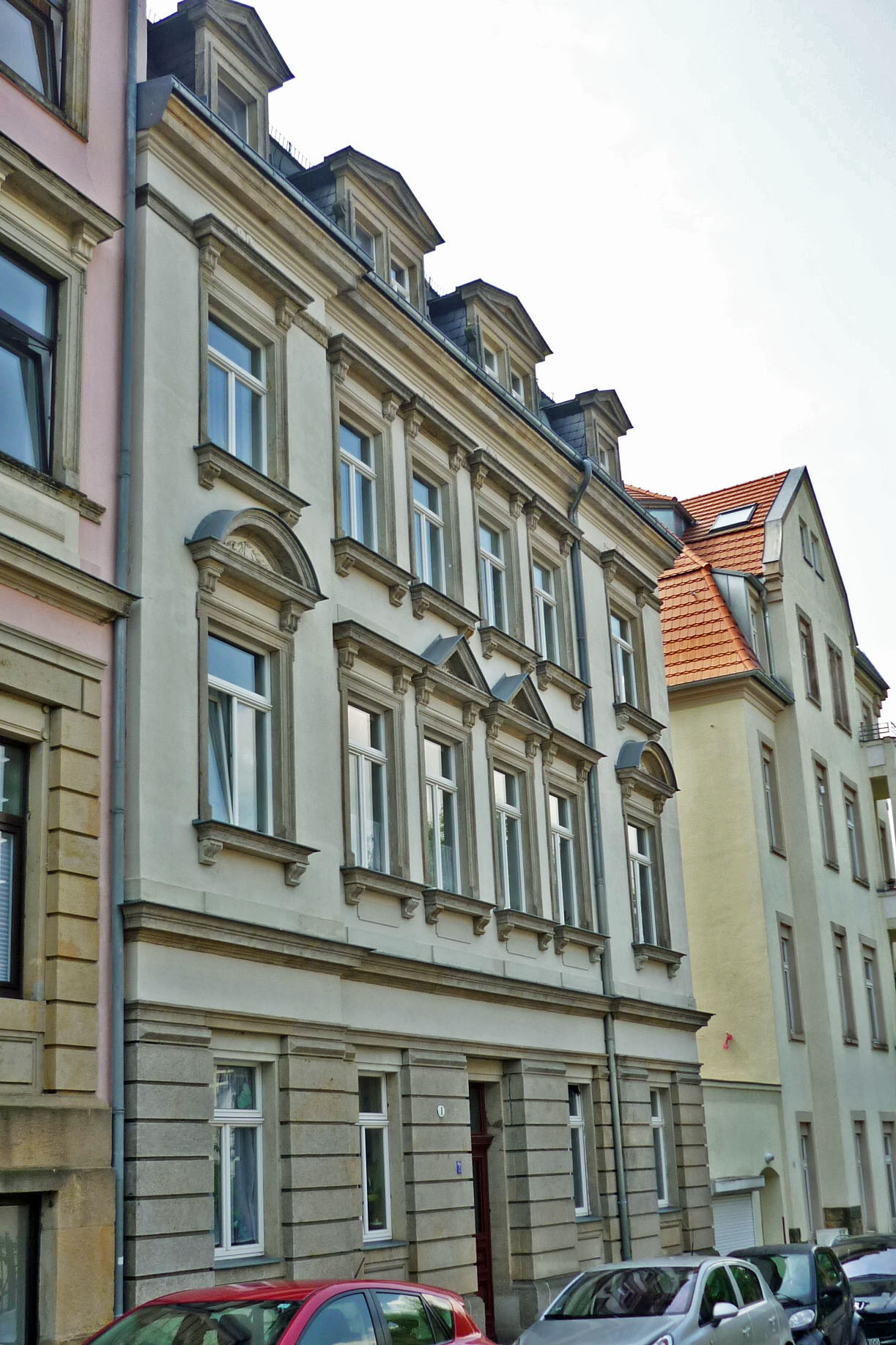
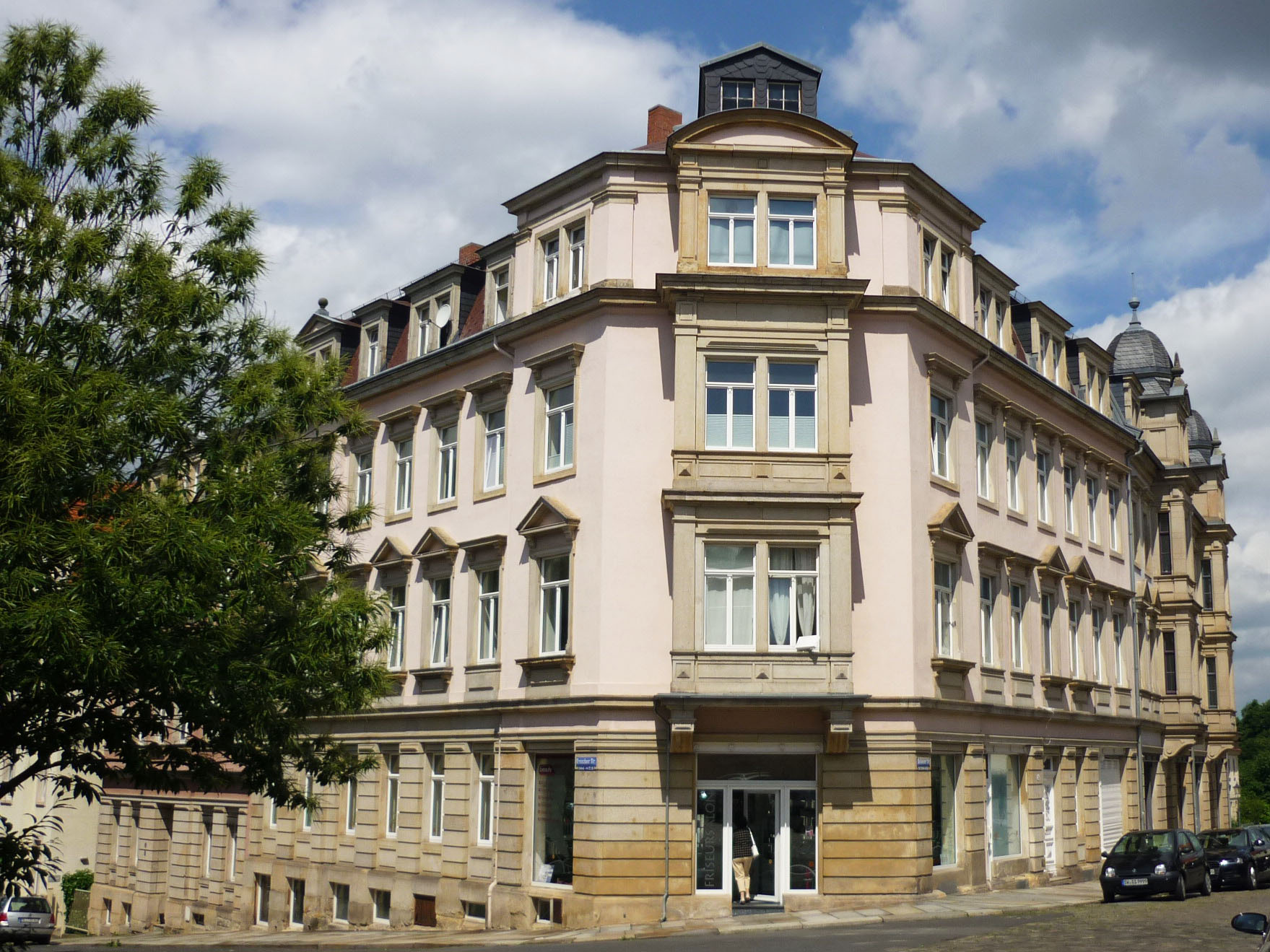

Inne obiekty
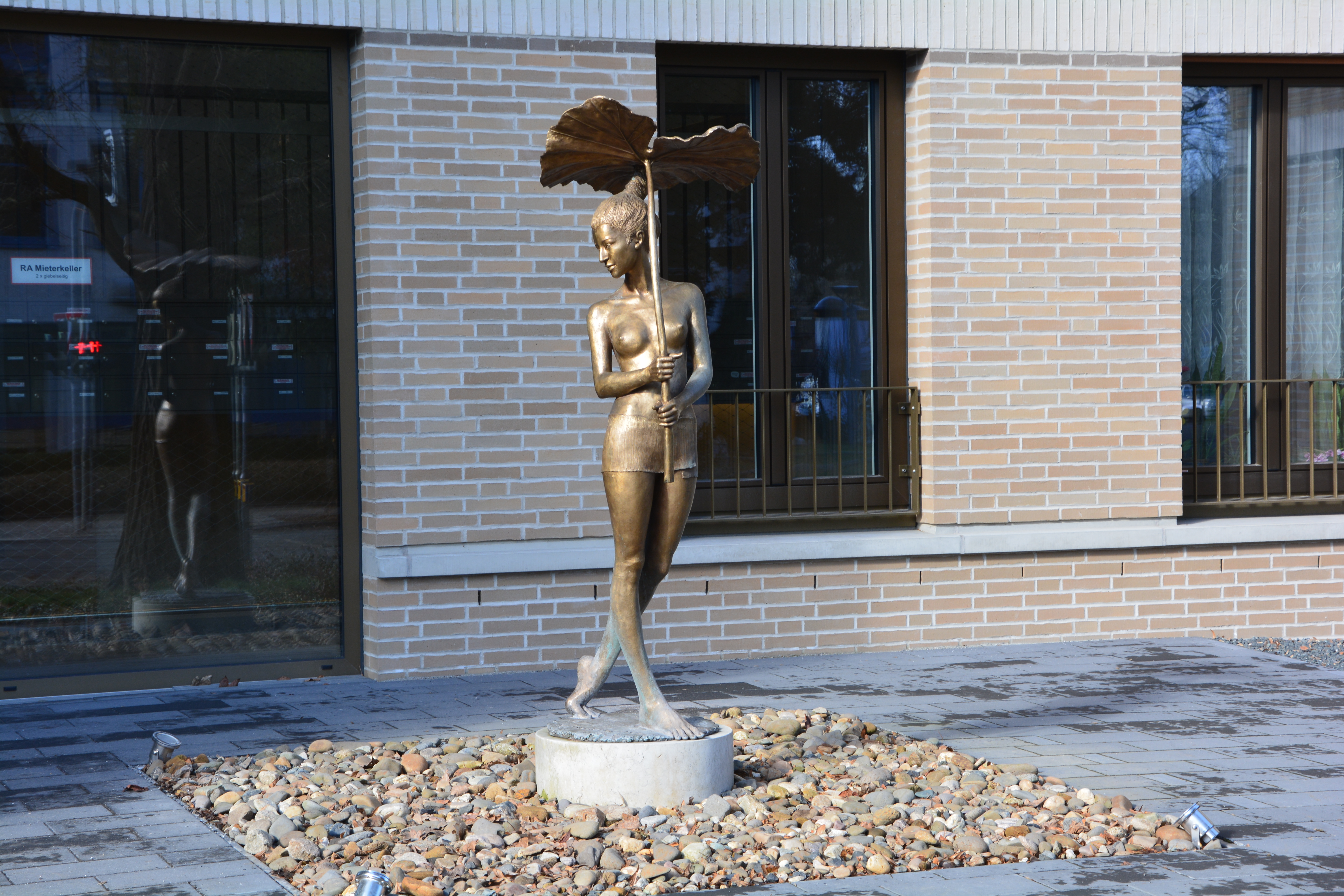
Rzeźba autorstwa Małgorzaty Chodakowskiej
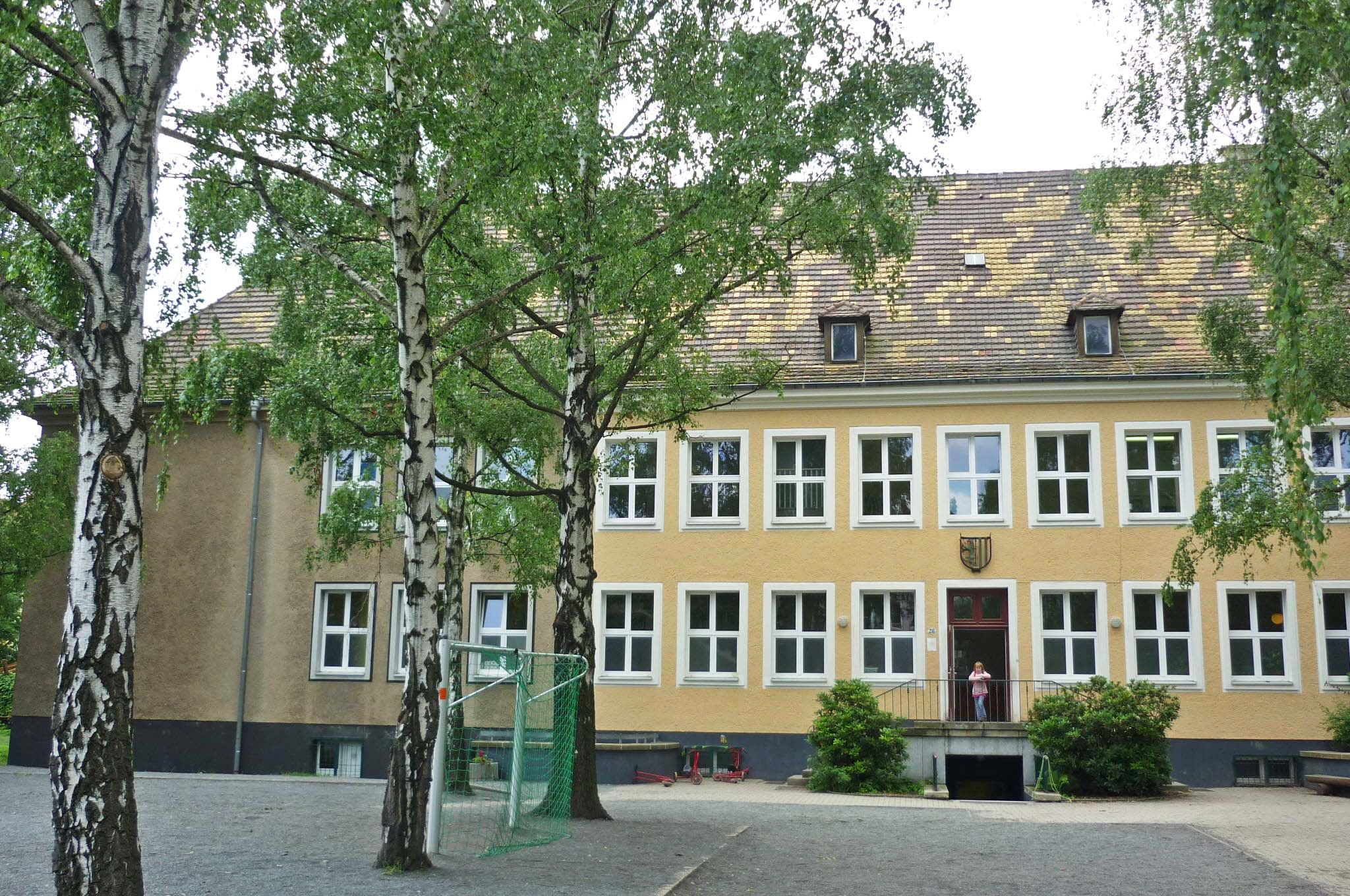
Janusz-Korczak-Schule
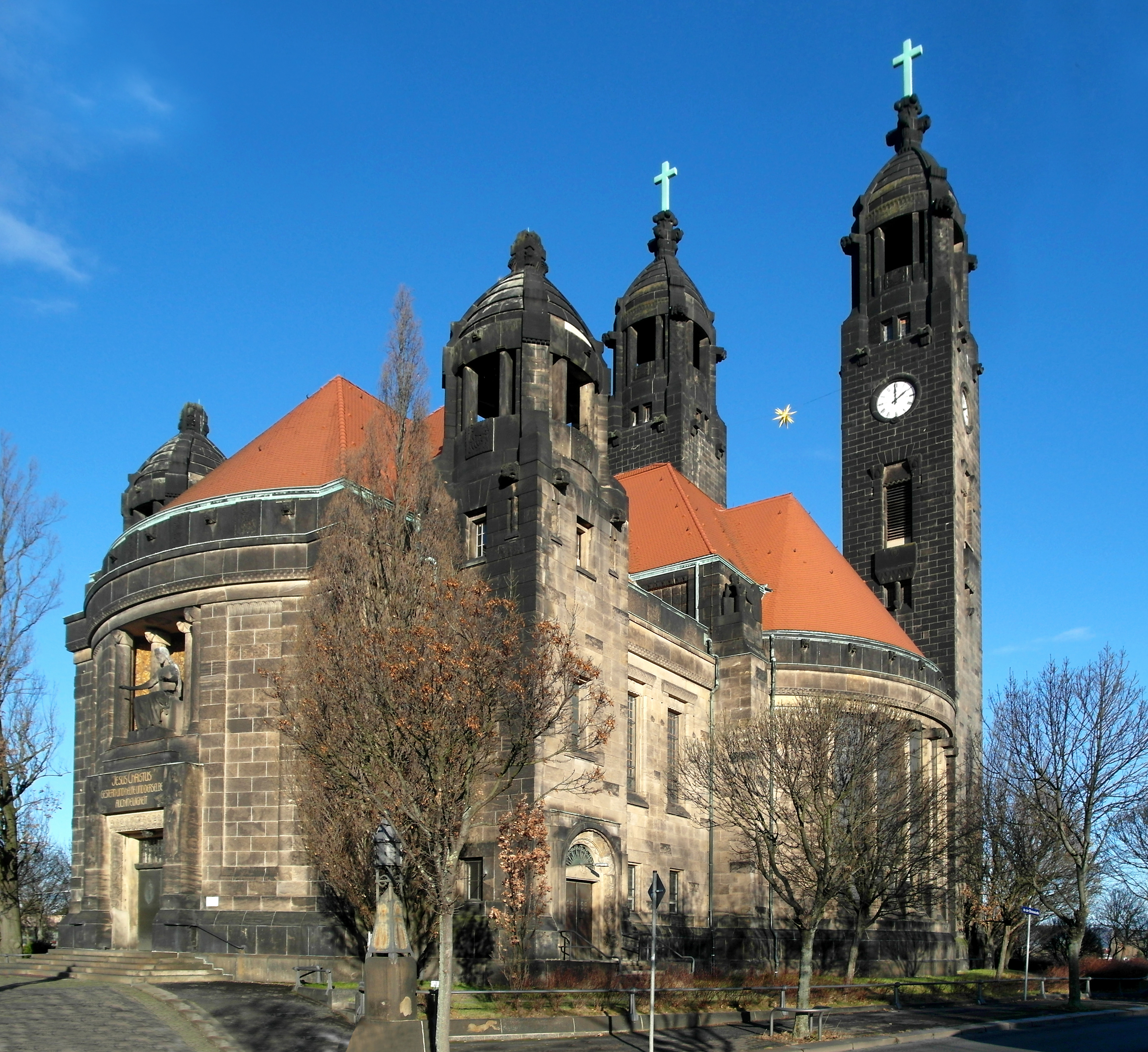
Kościół Chrystusa